# Casio Muniz Casmuniz 52
Die Casmuniz 52 war ein Geschäftsreiseflugzeug des brasilianischen Herstellers Casio Muniz s.a.

## Geschichte
Nachdem die brasilianische Regierung Beschränkungen für den Import von ausländischen Flugzeugen erlassen hatte, entwarf Willibald Weber, ein eingewanderter österreichischer Luftfahrtingenieur, gemeinsam mit Antonio Guedes Muniz, das erste in Brasilien gebaute Ganzmetallflugzeug, die Casmuniz 52. Der einzige gebaute Prototyp flog im April 1952 erstmals und wurde bis 1955 erfolgreich getestet. Auf Grund der zwischenzeitlich erschienenen und wesentlich günstigeren Cessna-Modelle, wurde die Serienproduktion nicht aufgenommen.

## Konstruktion
Die Maschine war ein zweimotoriger Tiefdecker mit einziehbarem Spornradfahrwerk. Die Casmuniz 52 war vollständig aus Metall gefertigt und verfügte über ein konventionelles Leitwerk. Angetrieben wurde das Flugzeug von zwei Continental-E185-11-Boxermotoren mit je 153 kW und bot Platz für einen Piloten und vier Passagiere.

## Technische Daten
| Kenngröße             | Daten                                              |
| --------------------- | -------------------------------------------------- |
| Besatzung             | 1                                                  |
| Passagiere            | 5                                                  |
| Länge                 | 8 m                                                |
| Spannweite            | 13,3 m                                             |
| Höhe                  | 3,5 m                                              |
| Flügelfläche          | 19,26 m²                                           |
| Leermasse             | 1280 kg                                            |
| max. Startmasse       | 1750 kg                                            |
| Reisegeschwindigkeit  | 282 km/h                                           |
| Höchstgeschwindigkeit | 314 km/h                                           |
| Dienstgipfelhöhe      | 6100 m                                             |
| Reichweite            | 1200 km                                            |
| Triebwerke            | 2 × Continental E185-11-Boxermotoren mit je 153 kW |